# Výtrusná kupka

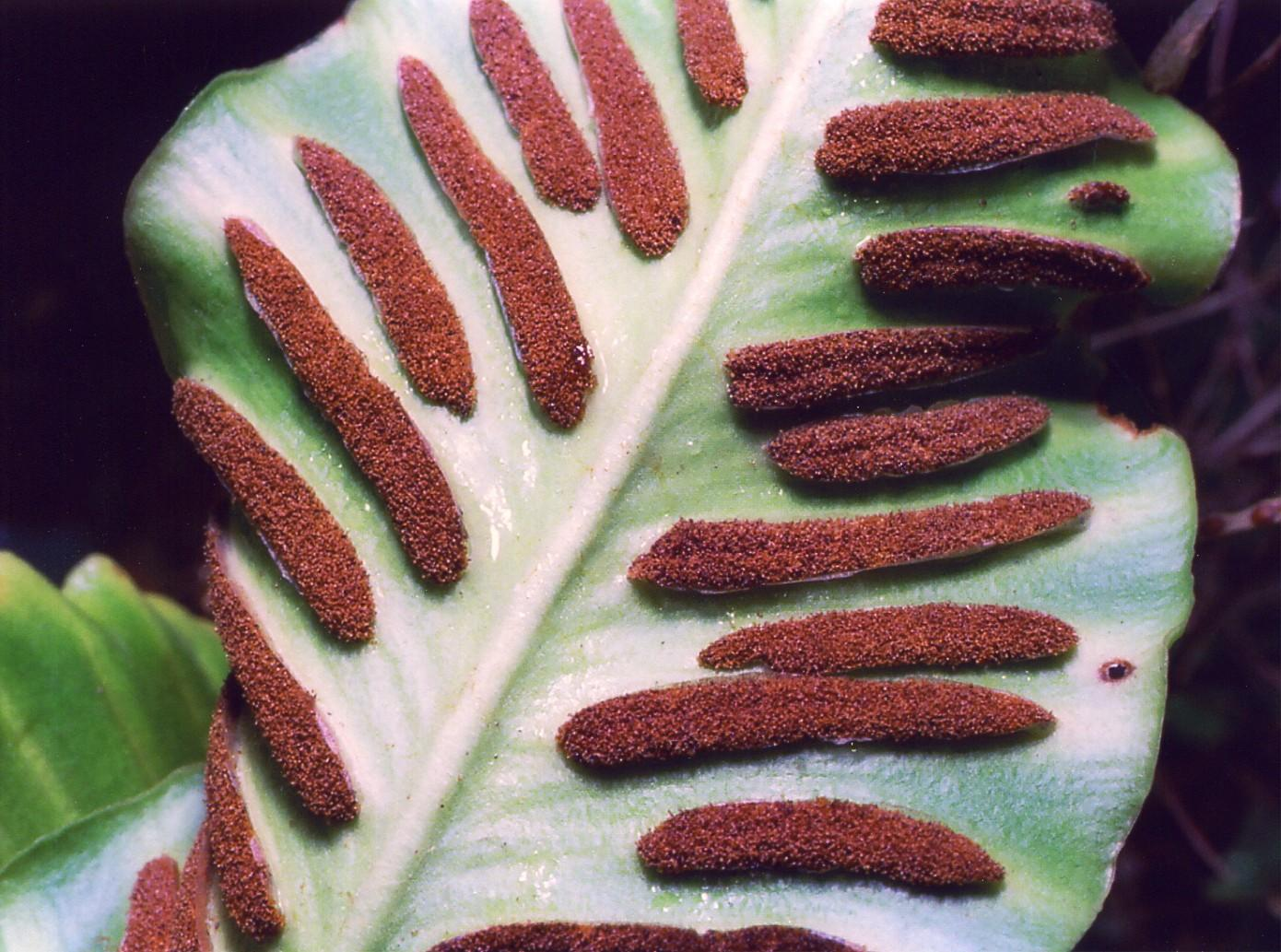
Výtrusné kupky na rubu listu jeleního jazyka celolistého

Výtrusná kupka (odborně sorus) je shluk výtrusnic (sporangií) u kapradin.

## Popis
Výtrusnice se u většiny kapradin tvoří na spodní straně plodných (fertilních) listů ve shlucích, které se nazývají výtrusné kupky. Mají různý tvar, mohou být okrouhlé (např. kapraď samec), podlouhlé, rohlíčkovité (papratka samičí) aj. U některých kapradin se jednotlivé kupky slévají do podlouhlého útvaru zvaného cenosorus (např. čeleď křídelnicovité). Výtrusné kupky jsou u některých kapradin kryté tenkou strukturou zvanou ostěra nebo svinutým okrajem listu, který někdy ostěru napodobuje a je znám jako nepravá či falešná ostěra. Výtrusnice mohou být ve výtrusné kupce promíseny se žlázkami nebo se sterilními vlákny známými jako parafýzy.
Umístění kupek na spodní straně listu může být různé. Nejčastěji se tvoří na koncích žilek nebo jsou posazeny poblíž volné žilky.

## Význam v taxonomii
Výtrusné kupky, jejich umístění, tvar a další znaky mají význam v taxonomii kapradin a jsou využívány k jejich identifikaci.